# Financier

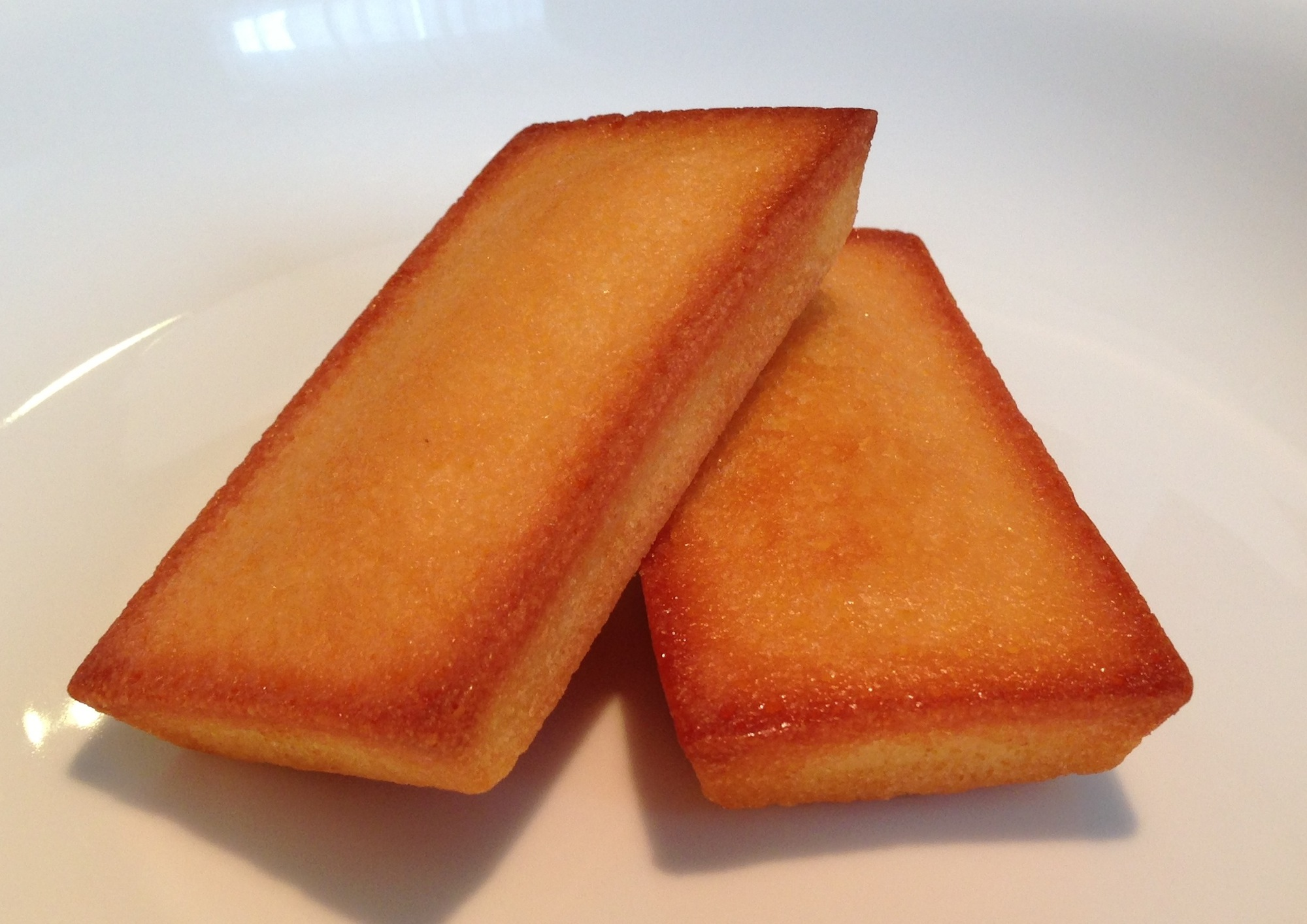
Två financierer.

Financier (franskt uttal: [fi.nɑ̃.sje]) är en mjuk kaka av franskt ursprung, huvudsakligen bestående av finmalen mandel, brynt smör, ägg och socker. Den bakas vanligtvis i små formar, som ofta är rektangulära. Konsistensen påminner om en sockerkaka. Vissa franska bagerier använder benämningen visitandine, ett namn som grundas i antagandet att de ursprungligen bakades av nunnorna i Marie Besöks-orden, även kallad visitandinnornas orden.
Enligt ett annat rykte skall bakverket ha uppfunnits omkring 1890 av en fransk sockerbagare vid namn Lasne som ville baka något som kunde ätas utan att kladda ner händerna. Ytterligare en förklaring är att kakan först blev populär i Paris finanskvarter runt Bourse du Commerce.